# ملجأ باز الصخري
ملجأ باز الصخري هو موقع أثري من عصور ما قبل التاريخ يقع في سوريا، تحديداً في سفوح جبال لبنان الشرقية على بعد حوالي 50 كم شمال شرق دمشق، ويتكون الموقع من ملجأ صخري صغير (6 × 10 م) يتمتع بموقع ملائم يطل على السهول والينابيع المجاورة. كشفت الحفريات أن الموقع كان مستوطناً بشكل متقطع خلال العصر الحجري القديم الأعلى (34000 إلى 32000 سنة مضت و 23000 إلى 21000 سنة مضت)، وأواخر العصر الحجري القديم (11200 إلى 10200 سنة)، وما قبل عصر الفخار و العصر الحجري الحديث . 
تم اكتشاف الموقع في عام 1999، وحفره فريق من جامعة توبنغن بين عامي 1999 و 2004.